# Adina (keresztnév)
Az Adina germán eredetű női név, az Ada továbbképzése.

## Rokon nevek
Ada

## Gyakorisága
Az újszülötteknek adott nevek körében az 1990-es években szórványosan fordult elő. A 2000-es és a 2010-es években sem szerepelt a 100 leggyakrabban adott női név között.
A teljes népességre vonatkozóan az Adina sem a 2000-es, sem a 2010-es években nem szerepelt a 100 leggyakrabban viselt női név között.

## Névnapok
- július 28.[2]
- december 4.[2]

## Híres Adinák
- Adina Mandlová, cseh színésznő